# Campeonato Asiático de Atletismo de 2011 - Arremesso de peso masculino
A prova do Arremesso de peso masculino do Campeonato Asiático de Atletismo de 2011 foi disputada no dia 9 de julho de 2011 no Kobe Universiade Memorial Stadium em Kobe,  no Japão.

## Recordes
Antes desta competição, os recordes mundiais e do campeonato nesta prova eram os seguintes:
|                       | Nome                         | Nacionalidade  | Distância | Local     | Data                   |
| --------------------- | ---------------------------- | -------------- | --------- | --------- | ---------------------- |
| Recorde mundial       | Randy Barnes                 | Estados Unidos | 23m 12cm  | Westwood  | 20 de maio de 1990     |
| Recorde do campeonato | Om Prakash Karhana           | Índia          | 19m 87cm  | Guangzhou | 11 de novembro de 2009 |
| Recorde asiático      | Sultan Abdulmajeed Al-Hebshi | Arábia Saudita | 21m 13cm  | Doha      | 8 de maio de 2009      |

Os seguintes recordes foram estabelecidos durante esta competição:
| Data       | Evento | Atleta           | Nacionalidade | Distância | Notas                 |
| ---------- | ------ | ---------------- | ------------- | --------- | --------------------- |
| 9 de julho | Final  | Chang Ming-Huang | Taipé Chinesa | 20m 14cm  | Recorde do campeonato |

## Medalhistas
| Ouro                   | Prata           | Bronze                   |
| Chang Ming-Huang (TPE) | Zhang Jun (CHN) | Om Prakash Karhana (IND) |

## Cronograma
Todos os horários são locais (UTC+9).
| Data       | Hora  | Evento |
| ---------- | ----- | ------ |
| 9 de julho | 17:00 | Final  |

## Final
A final da prova ocorreu dia 9 de julho às 17:00.
| Posição           | Atleta             | Nacionalidade | #1    | #2    | #3    | #4    | #5    | #6    | Resultados | Notas                 |
| ----------------- | ------------------ | ------------- | ----- | ----- | ----- | ----- | ----- | ----- | ---------- | --------------------- |
| Medalha de ouro   | Chang Ming-Huang   | Taipé Chinesa | 19.59 | 20.04 | 19.75 | x     | 19.57 | 20.14 | 20.14      | Recorde do campeonato |
| Medalha de prata  | Zhang Jun          | China         | 18.62 | 19.77 | 19.44 | 19.71 | x     | x     | 19.77      |                       |
| Medalha de bronze | Om Prakash Karhana | Índia         | 18.03 | 18.26 | 19.02 | 18.67 | 19.47 | 18.92 | 19.47      |                       |
| 4                 | Sourabh Vij        | Índia         | x     | 18.36 | 17.68 | 18.72 | x     | x     | 18.72      |                       |
| 5                 | Hwang In-Sung      | Coreia do Sul | 17.90 | x     | 17.85 | x     | x     | x     | 17.90      |                       |
| 6                 | Grigoriy Kamulya   | Uzbequistão   | x     | 16.78 | 17.37 | 17.43 | 17.46 | 17.10 | 17.46      |                       |
| 7                 | Musab Momani       | Jordânia      | x     | 17.44 | x     | x     | x     | x     | 17.44      |                       |
| 8                 | Sotaro Yamada      | Japão         | 17.33 | x     | 17.12 | x     | x     | x     | 17.33      |                       |
| 9                 | Yohei Murakawa     | Japão         | 17.12 | x     | 17.25 |       |       |       | 17.25      |                       |

Legenda
| Recorde mundial       | Recorde mundial (World record)               |                       | Recorde africano                      | Recorde africano (African) |                                           | Q | Classificado por posição (Qualified) |
| Recorde do campeonato | Recorde do campeonato (Championship record)  | Recorde da América    | Recorde da América (Americas)         | q                          | Classificado por melhor tempo (Qualified) |   |                                      |
| Melhor marca do ano   | Melhor marca do ano (World leading)          | Recorde asiático      | Recorde asiático (Asian)              | DNS                        | Não largou (Did not start)                |   |                                      |
| Recorde nacional      | Recorde nacional (National record)           | Recorde europeu       | Recorde europeu (European)            | DNF                        | Não terminou (Did not finish)             |   |                                      |
| Recorde pessoal       | Recorde pessoal do atleta (Personal best)    | Recorde da Oceania    | Recorde da Oceania (Oceania)          | DSQ / DQ                   | Desclassificado (Disqualified)            |   |                                      |
| Recorde da temporada  | Recorde da temporada do atleta (Season best) | Recorde sul-americano | Recorde sul-americano (South America) | NM                         | Sem marca (No mark)                       |   |                                      |